# Överfors
Överfors är en bebyggelse väster om riksväg 73 norr om Ösmo i Ösmo socken i Nynäshamns kommun. Från 2015 avgränsar SCB här en småort.